# Lee Chiaw Meng
Lee Chiaw Meng (李昭铭; * 28. Februar 1937 in Hainan; † 23. Mai 2001 in Singapur) war ein chinesischer Pädagoge, singapurischer Politiker und Bildungsminister.
Lee besuchte die Catholic High School und die Chung Cheng High School, bevor er 1960 seinen Bachelor der Ingenieurwissenschaften an der Universität Malaya abschloss. Nach seinem Abschluss arbeitete er bis 1961 als Ingenieur im öffentlichen Dienst. Anschließend promovierte er 1965 in Ingenieurwissenschaften an der University of London. Nach seiner Rückkehr nach Singapur arbeitete er als Dozent für Bauingenieurwesen am Singapore Polytechnic.
Lee gewann bei den Parlamentswahlen 1968 als PAP-Kandidat im Farrer Park SM 84,91 % der Stimmen. Er trat bei den Parlamentswahlen 1972 erneut im Farrer Park SMC an und gewann 73,8 % der Stimmen. 1972 wurde Lee zum Bildungsminister ernannt. 1984 verließ Lee die Politik und gründete sein eigenes Ingenieurbüro, Dr. Lee Chiaw Meng & Associates.
Lee war mit Lyn Lee verheiratet und sie hatten drei Söhne und zwei Töchter.
Er starb am 23. Mai 2001 im Alter von 64 Jahren.